# 가미야촌
가미야촌(紙屋村)은 일본 미야자키현 니시모로카타군에 설치되었던 촌이다. 현재의 고바야시시의 일부에 해당한다.